# Jestem poj384ny
Jestem poj384ny (zapis stylizowany: JESTEM POJ384NY) – singel polskiego rapera Maty, który został wydany 11 sierpnia 2022.
Nagranie otrzymało w Polsce status podwójnie platynowego singla, przekraczając liczbę 100 tysięcy sprzedanych kopii.

## Geneza utworu i historia wydania
Utwór napisali i skomponowali Michał Matczak, Mikołaj Vargas, Raman Tulayeu i Szymon Frackowiak.
Singel ukazał się w formacie digital download 11 sierpnia 2022 w Polsce za pośrednictwem wytwórni płytowej SBM Label w dystrybucji e-Muzyka.

## Teledysk
Do utworu powstał teledysk w reżyserii Mac Adamczaka, który udostępniono w dniu premiery singla za pośrednictwem serwisu YouTube.

## Lista utworów
- Digital download[2]

1. „Jestem poj384ny” – 2:58

## Notowania

### Pozycje na listach sprzedaży
| Kraj   | Lista (2022–23)          | Najwyższa pozycja |
| ------ | ------------------------ | ----------------- |
| Polska | Billboard Poland Songs   | 1                 |
| Polska | OLiS – single w streamie | 48                |

## Certyfikaty
| Kraj          | Certyfikat         | Sprzedaż |
| ------------- | ------------------ | -------- |
| Polska (ZPAV) | 2× platynowa płyta | 100 000+ |